# Externalismus und Internalismus
Die Begriffe Externalismus und Internalismus sind philosophische Fachbegriffe, die aus den englischen Begriffen externalism und internalism in das Deutsche übertragen worden sind. Sie haben je nach Teilgebiet der Philosophie eine eigenständige Bedeutung. Ihre Anwendung findet sich in der Ethik, in der Wissenschaftstheorie, in der Erkenntnistheorie, in der Sprachphilosophie bzw. Semantik sowie in der Philosophie des Geistes. Die Begriffe treten jeweils als Paar auf, mit dem gegensätzliche philosophische Positionen gekennzeichnet werden. Beim Externalismus erhält die jeweils diskutierte Erklärung eines Sachverhalts eine Information oder einen Impuls, der von außen kommt, also nicht in dem Sachverhalt selbst liegt. Umgekehrt bezeichnet der Internalismus etwas, was in der Sache oder dem Untersuchungsgegenstand selbst liegt.

## Ethik
In der Moralphilosophie bezeichnen die Ausdrücke verschiedene Theorien zur moralischen Motivation. Dazu ist zwischen rechtfertigendem Grund und motivierendem Motiv zu unterscheiden. Beim Grund geht es um die normative Frage, mit welcher ethischen objektiven Rechtfertigung gehandelt wird. Beim Motiv geht es um die empirische Frage, aus welchem subjektiven Antrieb ich handle.
- Beispiel: In der U-Bahn bittet ein Obdachloser um eine Spende. Ich gebe ihm einen Euro. Gefragt warum, kann ich als Grund angeben: „weil Notleidenden geholfen werden muss“. Motiv kann dieser Grund sein oder etwas Anderes: Ich will in Ruhe gelassen werden, gut vor meiner Freundin oder anderen Fahrgästen dastehen etc.

Im Kontext der Moral bezeichnet der Internalismus eine Position, nach der moralische Propositionen -- im Zusammenhang mit verschiedenen geistigen Akten -- verbunden sind mit der Ausführung von Handlungen. Michael Smith sieht die Verbindung zwischen moralischen Propositionen und der Ausführung von Handlungen in Urteilen. Nach seinem Verständnis besagt der motivationale Internalismus, dass wenn ein Akteur urteilt, dass eine Sache gut ist, er auch dazu motiviert ist entsprechend seinem Urteil zu handeln. Davon unterschieden ist nach ihm ein Internalismus, der keine motivationale Verknüpfung, sondern eine gründegebende Verknüpfung zwischen einem moralischen Urteil und der Ausführung einer Handlung gibt. Diese drücken sich in der Einsicht von moralischen Wahrheiten aus. In diesem Fall gibt die als moralisch richtig gesehene Handlung dem Akteuren selbst Gründe für ein entsprechendes Handeln. Andere Autoren sehen diese Verbindung im Zusammenhang des Einsehens von Gründen. In diesem Verständnis besagt ein Internalismus (z. B. Aristoteles, Kant), dass die Erkenntnis der Gründe der sittlichen Verpflichtung mich motivieren sollen. Dies schließt nicht aus, dass Grund und Motiv auseinanderfallen. Eine externe Motivation gibt es nach Aristoteles aber nur beim sittlich schlechten Handeln. Nach Kant soll das sittliche Handeln aus Achtung vor dem Sittengesetz erfolgen – ansonsten liegt bloße Legalität vor.
Nach dem Externalismus klafft zwischen Grund und Motiv eine „Lücke“ (vgl. Frankena). Es bedarf nach dem Externalismus zur Motivation ein vom Grund verschiedenes äußeres Motiv (Furcht vor Sanktionen, Scham- oder Schuldgefühlen; Anerkennung, Selbstachtung etc.).

## Wissenschaftstheorie
In der Wissenschaftstheorie ist strittig, ob es Theorien geben kann, deren Gehalt sich allein aus der Sache selbst begründet (Internalismus), oder ob jede Theorie zumindest in einigen Faktoren durch Kultur und soziale Verhältnisse, also nicht im Gegenstand liegende Interessen bestimmt ist (Externalismus). Bekannte Beispiele für die Auseinandersetzungen zu diesem Thema sind der Werturteilsstreit oder der Positivismusstreit.

## Erkenntnistheorie
In der Erkenntnistheorie wird gegenübergestellt, ob die Rechtfertigung einer Aussage auf Gründen beruht, die der Person, die diese Begründung abgibt, vollständig zu eigen sind (Internalismus), oder ob die Person eine Instanz, ihren Lehrer oder Gott, als ausreichenden Maßstab betrachtet, die den Grund manifestiert (Externalismus). Die Korrespondenztheorie der Wahrheit entspricht einem Externalismus, da es außerhalb des Subjekts liegende Maßstäbe für die Erkenntnis der Wahrheit gibt. Ein Argument für den Externalismus ist das Gettier-Problem.

## Sprachphilosophie
In der Sprachphilosophie ist der Begriff Externalismus eng mit dem semantischen Externalismus von Hilary Putnam verbunden. Dieser hatte in dem Aufsatz „Die Bedeutung der Bedeutung“ (The Meaning of ‚Meaning’) die These entwickelt, dass Bedeutung nicht nur im Kopf erzeugt wird und dieses Argument anhand des Gedankenexperiments einer Zwillingserde erläutert.

## Philosophie des Geistes
In der Philosophie des Geistes wird das Gegensatzpaar in den letzten Jahren unter dem Stichwort Erweiterter Geist diskutiert.

### Internalismus und Externalismus in der Ethik
- Otfried Höffe: Lexikon der Ethik. 7. Auflage. München, Beck 2008, ISBN 978-3-406-56810-7: Gründe und Motive
- Friedo Ricken: Allgemeine Ethik. 5. Auflage. Stuttgart, Kohlhammer 2013, ISBN 978-3-17-022583-1, S. 253–255

- Nico Scarano: Stichwort Motivation (PDF; 710 kB) in: Marcus Düwell, Christoph Hübenthal, Micha H. Werner (Hrsg.): Handbuch Ethik. 2. akt. Auflage. Metzler, Stuttgart u. a. 2006